# Sunderland Association Football Club 2022-2023
Questa voce raccoglie le informazioni riguardanti il Sunderland Association Football Club nelle competizioni ufficiali della stagione 2022-2023.

## Maglie e sponsor
| Casa | Trasferta |

Sponsor ufficiale: SpreadEx
Fornitore tecnico: Nike

## Rosa

### Rosa 2022-2023
| N. |                             | Ruolo | Calciatore        |
| -- | --------------------------- | ----- | ----------------- |
| 1  | Inghilterra (bandiera)      | P     | Anthony Patterson |
| 2  | Galles (bandiera)           | D     | Niall Huggins     |
| 3  | Inghilterra (bandiera)      | D     | Dennis Cirkin     |
| 4  | Irlanda del Nord (bandiera) | C     | Corry Evans       |
| 5  | Irlanda del Nord (bandiera) | D     | Daniel Ballard    |
| 6  | Inghilterra (bandiera)      | D     | Danny Batth       |
| 7  | Germania (bandiera)         | A     | Leon Dajaku       |
| 8  | Inghilterra (bandiera)      | C     | Elliot Embleton   |
| 9  | Inghilterra (bandiera)      | A     | Ellis Simms       |
| 10 | Inghilterra (bandiera)      | A     | Patrick Roberts   |
| 11 | Stati Uniti (bandiera)      | A     | Lynden Gooch      |
| 12 | Inghilterra (bandiera)      | P     | Alex Bass         |
| 13 | Inghilterra (bandiera)      | C     | Luke O'Nien       |
| 14 | Scozia (bandiera)           | A     | Ross Stewart      |

| N. |                             | Ruolo | Calciatore       |
| -- | --------------------------- | ----- | ---------------- |
| 16 | Costa d'Avorio (bandiera)   | A     | Amad Diallo      |
| 17 | Francia (bandiera)          | C     | Abdoullah Ba     |
| 19 | Costa Rica (bandiera)       | A     | Jewison Bennette |
| 20 | Inghilterra (bandiera)      | A     | Jack Clarke      |
| 21 | Inghilterra (bandiera)      | C     | Alex Pritchard   |
| 22 | Francia (bandiera)          | A     | Isaac Lihadji    |
| 24 | Inghilterra (bandiera)      | C     | Dan Neil         |
| 25 | Francia (bandiera)          | C     | Edouard Michut   |
| 26 | Australia (bandiera)        | D     | Bailey Wright    |
| 27 | Inghilterra (bandiera)      | C     | Jay Matete       |
| 28 | Inghilterra (bandiera)      | A     | Joe Gelhardt     |
| 32 | Irlanda del Nord (bandiera) | D     | Trai Hume        |
| 39 | Francia (bandiera)          | D     | Pierre Ekwah     |
| 42 | Inghilterra (bandiera)      | D     | Aji Alese        |